# Nurzyna
Nurzyna – wieś w Polsce położona w województwie lubelskim, w powiecie łukowskim, w gminie Trzebieszów.
Wieś szlachecka położona była w drugiej połowie XVI wieku w ziemi łukowskiej województwa lubelskiego. Miejscowość była przejściowo siedzibą gminy Celiny. W latach 1954–1972 wieś należała i była siedzibą władz gromady Nurzyna. W latach 1975–1998 administracyjnie należała do województwa siedleckiego.
Wieś stanowi sołectwo w gminie Trzebieszów. Według Narodowego Spisu Powszechnego z roku 2011 wieś liczyła 384 mieszkańców.
W Nurzynie mieści się siedziba Ochotniczej Straży Pożarnej z wieloletnimi tradycja. Na terenie Nurzyny znajdują się aktualnie: 2 sklepy spożywcze, agencja pocztowa, zabytkowa kapliczka licząca ponad 100 lat. Z Nurzyną sąsiadują wsie: Dębowica, Celiny, Świercze, Suleje.
W Nurzynie urodził się Marian Buczek – działacz KPP, więzień polityczny w II Rzeczypospolitej (w więzieniu spędził 16 lat). W 1969 roku miejscowej szkole nadano imię Buczka i na budynku szkoły odsłonięto tablicę pamiątkową mu poświęconą.
Wierni Kościoła rzymskokatolickiego należą do parafii Najświętszej Maryi Panny Matki Kościoła w Łukowie.